# Cheraw (Colorado)
Cheraw is een plaats (town) in de Amerikaanse staat Colorado, en valt bestuurlijk gezien onder Otero County.

## Demografie
Bij de volkstelling in 2000 werd het aantal inwoners vastgesteld op 211.
In 2006 is het aantal inwoners door het United States Census Bureau geschat op eveneens 211.

## Geografie
Volgens het United States Census Bureau beslaat de plaats een oppervlakte van
0,4 km², geheel bestaande uit land. Cheraw ligt op ongeveer 1275 m boven zeeniveau.

## Plaatsen in de nabije omgeving
De onderstaande figuur toont nabijgelegen plaatsen in een straal van 32 km rond Cheraw.